# Nauviale
Nauviale è un comune francese di 573 abitanti situato nel dipartimento dell'Aveyron nella regione dell'Occitania.

## Società

### Evoluzione demografica
Abitanti censiti